# Невска битка
Невската битка между Новгородската феолдална република и Швеция при река Нева близо до с. Уст-Ижора на 15 юли 1240 г. води до победа за русите, с която отблъскват шведското нахлуване, вероятно целящо да завземе устието на Нева и град Ладога, които са отправна точка на най-важния търговски път от варягите към гърците, който е под контрола на Новгород над сто години. Княз Александър Ярославич получава името „Невски“ за победата си над шведите.

## Предходни събития
През 12 век шведите предприемат много кръстоносни походи срещу фините. През 1218 г. нахлуват в Естония, завземат крепостта Лихула и околните земи, но през 1220 г. естонците въстават и ги изгонват от крепостта.
След разоряването на руските земи от монголските нашественици градовете Новгород и Псков са отслабени и стават привлекателна цел за нападение от запад. През 1239 г. шведите и немците водят преговори за съгласувани действия срещу русите, за което е дал благословията си папата през 1238 г. Шведската експедиция от 1240 г. е водена от братовчеда на ярл Биргер (бъдещ основател на Стокхолм) ярл Улф Фаси. Шведските източници не споменават нищо за битката. Според руските източници заедно с шведите е имало норвежци и фини.
Според друга теория експедицията е в отговор на папското писмо от 1237 г., което получава епископа на Упсала и в което се призовава за кръстоносен поход срещу тавастийците във Финландия. До голяма степен автономните шведски фолкунги може да са събрали собствена армия с доброволци от Норвегия и дори съдействието на финския епископ Тома (заради Финско-новгородските войни) и да са се отклонили към по-изгодната цел Нева.
Границата на Новгородската феодална република се охранява от местното племе ижоряни, което е приело православието. През юли 1240 г. ижорянският старейшина Пелгусий открива шведския флот и спешно праща съобщение на княз Александър. Князът и населението се събират в църквата Света София в Новгород за молитва, където ги благословил владиката Спиридон.

## Ход на битката
Със своята дружина и с новгородското опълчение княз Александър Ярославич бързо се отправя към мястото на слизането на шведите на брега. Шведските кораби плискат водата, а белите шведски палатки са разпръснати по брега около златната палатка на Биргер. Под прикритието на мъгла войската на княз Александър се приближила към шведския лагер, които са изненадани и не успяват да окажат организирана съпротива. Руската конна дружина връхлетява върху центъра на шведския лагер, а пешите войници удрят отстрани по дължината на брега и пленяват три кораба. Шведите отстъпват към останалите кораби и се отправят към другия бряг.
Според Първия Новгородски летопис (14. в.), най-старият оцелял писмен източник за битката, получавайки новината за пристигането на шведския флот 20-годишният княз Александър Ярославич от Новгород бързо придвижва малката си армия, за да се изправи срещу шведите преди те да достигнат Ладожкото езеро. Летописът описва битка по следния начин:
| „ | Шведите дойдоха с голяма армия и многочислени норвежци, фини и тавастийци с кораби. Шведите със своя княз и епископ и застанаха на Нева, на устието на Ижора, искайки да превземат Ладога, Новгород и всичките му земи. Но все още ни защитаваше милостивия човеколюбив Бог, който ни подслони от чужденците и стана известно в Новгород, че шведите плават към Ладога, но княз Александър никак не се поколеба, а отиде към тях с новгородците и народа на Ладога е надделя над тях с помощта на Света София и чрез молитвите на нашата дама, Богородица и Дева Мария, 15 юли, в памет на Кирик и Улита в неделя (същия ден, в който) 630 свети отци бяха на събор в Халкедон и имаше голямо събиране на шведите и техният водач на име Спиридон беше убит там, а според някои дори епископ е бил посечен, и мнозина от тях паднаха и когато натовариха два кораба с телата на благородни мъже им позволиха да отплават, но други, безброй, хвърлиха в яма, в която погребаха, а много други бяха ранени и същата нощ избягаха без да чакат утринната светлина, посрамени. От новгородците паднаха: Константин Луготинич, Юрята Пинашчинич, Намест Дрохило, Нездилов, син на Кожевник, но заедно с ладожците 20 души или по-малко, Бог знае. Но княз Александър се върна с новгородците и ладожците, всички добре, покровителствани от Бог и Света София и всичките молитви на светците. | “ |

Според руското предание княз Александър е ранил Биргер в лицето в палатката му.

## Последици
По-късно княз Александър Ярославич е наречен Невски в чест на първата му значителна победа. Може би заради популярността си след победата си на Нева княз Александър е пратен в изгнание от новгородските боляри. В Новгород князът е бил изборен пост. През 1242 г. новгородци го викат обратно, за да ги води срещу тевтонските рицари в битката на Чудското езеро.

## Памет
През 2008 г. излиза на екран руският игрален филм „Александр. Невская битва“.